# 미얀마 내셔널 항공
미얀마 네셔널 항공(영어: Myanma National Airlines, 버마어: မြန်မာအမျိုးသား လေကြောင်းလိုင်း)은 미얀마의 항공사로 본사는 미얀마 양곤에 위치해 있으며 허브 공항은 양곤 국제공항, 만달레이 국제공항이 있다.

## 역사
1948년 미얀마가 독립 주권국가가 된 때 버마연방항공(영어: Union of Burma Airways, UBA)으로 설립했다. 1950년 방콕과 캘커타에 취항하면서 처음으로 국제선 운항을 시작했다. 1952년 정부가 국제선 확대 계획을 추진하면서 이듬해인 1953년부터 페낭과 싱가포르, 카트만두로 노선을 확장했다. 1972년 버마 항공으로 회사 이름을 바꿨다. 1989년 회사 이름을 지금의 현재의 사명으로 바꿨다. 1993년 정부 수송국과 합작으로 미얀마 국제항공(영어: Myanmar Airways International, MAI)을 세웠다. 이후 미얀마 항공은 국내선을 미얀마 국제항공은 국제선 운항을 맡았다. 1994년까지 보잉 757-200 항공기를 사용하다가 8월부터 보잉 737-400 항공기를 도입해 운항을 계속했다. 2019년 5월 12일에 미얀마 내셔널 항공이 동체착륙을 하였다.

## 보유 기종[1]
- 2020년 10월 기준으로 미얀마 내셔널 항공은 다음과 같이 보유하고 있다.

### 퇴역 기종
- ATR 42-300 1대
- ATR 72-200 2대
- ATR 72-500 1대